# نظریه بدون مو
نظریهٔ بدون مو بیان می‌دارد که همهٔ جواب‌های سیاهچاله‌ایِ معادلات گرانش و الکترومغناطیس اینشتین-ماکسوِل در نسبیت عام را می‌توان به‌وسیلهٔ سه پارامتر کلاسیک قابل مشاهده از بیرون مشخص کرد: جرم، بار الکتریکی و تکانهٔ زاویه‌ای. همهٔ اطلاعات دیگر (که در این نظریه به مو تشبیه شده‌اند.) دربارهٔ موادی که سیاهچاله را تشکیل داده‌اند یا موادی که به درون آن ریزش می‌کند، در پشت افق رویداد سیاهچاله ناپدید می‌شوند و برای همیشه از دسترس مشاهده ناظرین خارجی خارج می‌شود.

## مثال
دو سیاهچاله را در نظر بگیرید که جِرم، بار و تکانهٔ زاویه‌ایِ یکسانی دارند. یکی از آن‌ها از مادهٔ معمولی تشکیل شده‌است، درحالی‌که دیگری از ضد ماده. این دو سیاهچاله از دیدِ ناظری در بیرونِ افقِ رویداد قابل تمایز نخواهند بود.

## مستقل از چارچوب مرجع
همچون بیشتر ایده‌های برپایهٔ نظریهٔ نسبیت عام، نظریهٔ بدون مو نیز تنها با خواصی سروکار دارد که از چارچوب مرجع (دیدگاه ناظر) مستقل هستند. بنابراین، این نظریه سخنی در مورد مکان و سرعت سیاهچاله به‌میان نمی‌آورَد.
به‌طور کلی‌تر، هر سیاهچالهٔ ناپایدار به‌سرعت به سیاهچال‌ پایدار تبدیل می‌شود و یک سیاهچالهٔ پایدار را می‌توان در هر زمان با یازده عددِ زیر توصیف کرد:
- جرم-انرژی M
- تکانهٔ خطی P (سه مؤلفه)
- تکانهٔ زاویه‌ای J (سه مؤلفه)
- موقعیت X (سه مولفه)
- بار الکتریکی Q